# Гаубсин
Гаубсин (також відомий як Гаупсин) — універсальний біотехнологічний препарат широкого спектра дії для захисту сільськогосподарських та плодово — ягідних культур від комплексу хвороб. Препарат проявляє антимікробну, антифунгальну та ріст-стимулюючу дію.

## Принцип дії
Гаубсин — нативна культуральна рідина на основі двох штамів культури Pseudomonas aureofaciens з титром клітин від 5x109 КУО/мл, характеризується високим рівнем біологічної активності протягом трьох місяців зберігання.
Препарат не просто знищує збудників хвороб і пригнічує їх розвиток, а й проявляє лікувальну дію на рослини.

## Ефективність
Пригнічує на 95 % розвиток практично усіх хвороб, що викликаються грибами: оїдіум, мільдью, чорна плямистість, сіра гниль, борошниста роса, аскохітоз, вертицильоз, септоріоз, фузаріоз, пероноспороз та ін. Також, препарат спричиняє пригнічуючу дію на вірусних збудників хвороб, а його ефективність проти тютюнової мозаїки може сягати 80-97 %.
Впродовж вегетації Гаубсин проявляє ріст-стимулюючу дію, внаслідок чого підвищується стійкість рослини до борошнистої роси на зернових, фітофторозу на картоплі, фітофторозу та макроспоріозу на помідорах та сприяє підвищенню врожайності вказаних культур.

## Безпечність
Не спричиняє шкідливого впливу на навколишнє середовище, людей, теплокровних тварин, риб, бджіл та інших корисних організмів біоценозу, а також не є фітотоксичним для культурних і дикоростучих рослин.
Застосовується в будь-яку фазу розвитку рослин: від сходів до плодоношення для дієвого захисту від хвороб польових, овочевих, баштанних культур, виноградників, плодових, паркових і лісових насаджень, а також в квітникарстві та в умовах закритого ґрунту.